# Andreas Winkler
Andreas Winkler (ur. 15 września 1498 w Winkel, zm. 27 lipca 1575 we Wrocławiu) – niemiecki pedagog i drukarz działający we Wrocławiu.

## Życiorys
Urodził się w miejscowości Winkel w Turyngii (obecnie część miasta Allstedt). Początkowo kształcił się w Kwerfurcie. W 1514 przeniósł się do Wrocławia do szkoły św. Elżbiety prowadzonej przez Piotra Lobegota z Bazylei. W 1517 rozpoczął studia na Uniwersytecie Jagiellońskim, które ukończył z tytułem bakałarza 2 lata później. W 1520 przeniósł się na Uniwersytet w Wittenberdze. W 1522 wrócił do Wrocławia jako pedagog.
Od 1525 uczył w zreformowanej szkole św. Elżbiety, która przeszła pod władzę protestanckiej rady miejskiej. Rok później został jej rektorem. 14 kwietnia 1535 otrzymał magisterium w Wittenberdze, gdzie jego promotorem był Filip Melanchton. 23 grudnia 1538 roku otrzymał przywilej otwarcia przy szkole drukarni, która wydawała podręczniki na jej potrzeby, książki oraz pisma miejskie. W 1541 otrzymał przywilej drukarski od Ferdynanda I. Doprowadził do znacznego rozwoju szkoły, skutkiem czego w 1562 została ona przekształcona w gimnazjum.